# Sulfate de radium
Le sulfate de radium est un composé inorganique, de formule brute RaSO4. C'est le sel de radium et de sulfate, et le moins soluble des sulfates. Anciennement utilisé dans la radiothérapie et les détecteurs de fumée, il a été peu à peu abandonné en raison de risques pour la santé.